# Danmarks runeindskrifter 143
DR 143 är en vikingatida (Jelling) runsten av granit i Gunderup, Gunderup socken(da) och Aalborgs kommun.

## Inskriften
Translitterering av runraden:
§A : tuki : raisþi : stini : þoisi : auk : karþi : kub(l) (:) ¶ : þausi : aft aba : mak : sin : þaikn : kuþan : auk : 
§B : tufu : muþur : sino : þau : lika : baþi : i : þaum : hauki : ¶ abi : uni : tuka : fiaʀ : sins : aft : sik :
Normalisering till rundanska:
§A Toki resþi stena þæssi ok gærþi kumbl þøsi æft Apa/Æbba, mag sin, þægn goþan, ok 
§B Tofu, moþur sina. Þø liggia bæþi i þem høgi. Api/Æbbi unni Toka feaʀ sins æft sik.
Översättning till nusvenska:
Toke reste sten denna och gjorde kubl bausi (dessa märken, denna ristning?) efter Ape, sin frände, en bra karl, och (efter) Tova, moder sin. De ligga båda i denna hög. Ape lämnade Toke sin egendom efter sig.
Namnet Api (Abbi ?), som är skriven både i nominativ (abi) och ackusativ (aba) form finns även på DR 56 och DR 339.